# Бухгольцы
Бухгольцы (нем. Baron Buchholz) — дворянский и баронский род.
Принадлежит к древнейшим прибалтийским родам.
Род фон-Бухгольц внесён в матрикул Курляндского дворянства 17 октября 1620 года. Члены этого рода в патентах на чины и других официальных документах, начиная с 1802 года, именованы баронами.
Определениями Правительствующего Сената от 10 июня 1853 и 28 февраля 1862 гг., за курляндской дворянской фамилией фон-Бухгольц признан баронский титул.
Определениями Сената, от 5 сентября 1855 и 7 июня 1856 годов, утверждены в баронском достоинстве, со внесением в V часть Родословной Книги, действительный статский советник барон Николай Ефремович фон Бухгольц (1801—1882) и дети его: Алексей и Екатерина.
Бухгольц
- Бухгольц, Владимир Егорович (1850—1929) — русский генерал.
- Бухгольц, Иван Дмитриевич (1671—1741) — сподвижник Петра Великого, основатель Омской крепости (г. Омск).
- Бухгольц, Карл Карлович (1765 — до 1828) — российский командир эпохи наполеоновских войн, генерал-майор.
- Бухгольц, Николай Николаевич (1881—1944) — специалист по теоретической механике, доктор физико-математических наук, генерал-майор.
- Бухгольц, Отто Иванович (1770—1831) — генерал-майор.
- Бухгольц, Фёдор Владимирович (1872—1924) — миколог, профессор Рижского политехнического института.
- Бухгольц, Фёдор Фёдорович (1857—1942) — художник.